# The Best of Bette (альбом, 1981)
The Best of Bette — второй сборник лучших песен американской певицы Бетт Мидлер, выпущенный в 1981 году на лейбле K-tel в Австралии и Новой Зеландии.

## Об альбоме
Примечательно, что сборник был выпущен не официальным лейблом Мидлер Atlantic Records, который имел права на весь каталог песен певицы, а на «второсортном» K-tel, который занимался компилированием самых популярных песен на своих альбомах. Предыдущий сборник с аналогичным названием был выпущен только в Европе и Австралии в 1978 году в преддверии её первого мирового турне.
Список песен включал в себя уже ставшие к тому времени популярными песни Бетт Мидлер «Friends», «Boogie Woogie Bugle Boy», «Delta Dawn» и «Do You Want to Dance», также два хит-сингла из альбома Broken Blossom «Married Men» и «My Knight In Black Leather», главную тему из фильма «Роза», концертные записи «When A Man Loves A Woman», «Midnight In Memphis» и «Love With A Feeling» (стоит отметить, что последние две никогда не выпускались в качестве синглов), сингл «My Mother’s Eyes» из альбома Divine Madness, а также песню «Fire Down Below», которая прозвучала в фильме «Роза», но впервые была издана только на Divine Madness.
Фотографии, использованные для оформления The Best of Bette были взяты из фильма «Роза».

## Список композиций
| №  | Название                          | Автор(ы)                     | Из альбома               | Длительность |
| -- | --------------------------------- | ---------------------------- | ------------------------ | ------------ |
| 1. | «The Rose» (Single Version)       | Аманда Макбрум               | The Rose (1979)          | 3:40         |
| 2. | «Boogie Woogie Bugle Boy»         | Дон Рэй, Хью Принс           | The Divine Miss M (1972) | 2:26         |
| 3. | «When a Man Loves a Woman» (Live) | Кэлвин Льюис, Эндрю Райт     | The Rose (1979)          | 4:42         |
| 4. | «My Mother’s Eyes» (Live)         | Том Джанс                    | Divine Madness (1980)    | 2:26         |
| 5. | «Delta Dawn»                      | Алекс Харви, Ларри Коллинз   | The Divine Miss M (1972) | 5:16         |
| 6. | «In the Mood»                     | Джо Гарленд, Энди Разаф      | Bette Midler (1973)      | 2:37         |
| 7. | «Friends»                         | Марк Клингман, Баззи Линхард | The Divine Miss M (1972) | 2:49         |
| 8. | «Do You Wanna Dance?»             | Бобби Фриман                 | The Divine Miss M (1972) | 2:56         |

| №                   | Название                                         | Автор(ы)                                       | Из альбома                 | Длительность |
| ------------------- | ------------------------------------------------ | ---------------------------------------------- | -------------------------- | ------------ |
| 1.                  | «Fire Down Below» (Live)                         | Боб Сигер                                      | Divine Madness (1980)      | 3:05         |
| 2.                  | «Say Goodbye to Hollywood»                       | Билли Джоэл                                    | Broken Blossom (1977)      | 3:02         |
| 3.                  | «Married Men»                                    | Доминик Бугатти, Фрэнк Мускер                  | Thighs and Whispers (1979) | 4:01         |
| 4.                  | «My Knight in Black Leather»                     | Джерри Раговой, Эстель Левитт                  | Thighs and Whispers (1979) | 4:53         |
| 5.                  | «Midnight in Memphis» (Live)                     | Тони Джонсон                                   | The Rose (1979)            | 3:23         |
| 6.                  | «Love Me With a Feeling» (Live)                  | Хадсон Уиттакер                                | The Rose (1979)            | 3:38         |
| 7.                  | «You’re Movin’ Out Today» (Single Version)       | Бетт Мидлер, Кэрол Байер-Сейджер, Брюс Робертс | Live at Last (1977)        | 3:18         |
| 8.                  | «(Your Love Keeps Lifting Me) Higher and Higher» | Гэри Ли Джексон                                | Bette Midler (1973)        | 4:08         |
| Общая длительность: | Общая длительность:                              | Общая длительность:                            | Общая длительность:        | 57:20        |

## Чарты
| Чарт (1981)                   | Высшая позиция |
| ----------------------------- | -------------- |
| Австралия (Kent Music Report) | 40             |